# Gary Brooker
Gary Brooker MBE (Londres, 29 de maio de 1945 - Surrey, 19 de fevereiro de 2022) foi um cantor, compositor, pianista, fundador e vocalista da banda Procol Harum.

## Vida pessoal e morte
Em julho de 1968, Brooker se casou com Françoise "Franky" Riedo, uma au pair suíça que conhecera por volta de 1965. O casal não teve filhos.
Foi um notório apoiador da Countryside Alliance e realizou várias apresentações para arrecadar fundos à organização. Foi apontado membro da Ordem do Império Britânico nas honras do aniversário da rainha em 14 de junho de 2003, em reconhecimento de seus serviços de caridade.
Brooker morreu de câncer em sua casa em Surrey, Inglaterra, no dia 19 de fevereiro de 2022, aos 76 anos.

## Discografia solo
Álbuns de estúdio
- 1979: No More Fear of Flying (AUS #94)[8]
- 1982: Lead Me to the Water[9]
- 1985: Echoes in the Night[10]

Álbuns ao vivo
- 1996: Within Our House[11]

Singles
- 1979: "Savannah"[12]
- 1979: "Say It Ain't So Joe"[12]
- 1979: "No More Fear of Flying"[12]
- 1980: "Leave The Candle"[12]
- 1982: "Cycle (Let It Flow)"[12]
- 1982: "Low Flying Birds"[13]
- 1982: "The Angler"[14]
- 1984: "The Long Goodbye"[12]
- 1985: "Two Fools in Love"[12]
- 1987: "No News from the Western Frontier" (single nos Países Baixos, retirado do álbum Hi-Tec Heroes, de Ad Visser)[15]

Participações
- 1970: All Things Must Pass (George Harrison) – piano[16]
- 1971: Distant Light (The Hollies) – órgão na faixa 11, "Long Dark Road"[17]
- 1978: Juppanese (Mickey Jupp – teclado, órgão, piano, produção (lado 2)[18]
- 1978: Five Three One - Double Seven O Four (The Hollies) – vocal na faixa 4, "Harlequin"[19]
- 1981: Another Ticket (Eric Clapton) – faixa 8, "Catch Me If You Can"[20]
- 1985: Stereotomy (Alan Parsons Project) – vocal na faixa 4, "Limelight"[21]
- 1993: The Red Shoes (Kate Bush) – órgão na faixa 2, "And So Is Love", faixa 9, "Constellations of the Heart" e faixa 12, "You're the One"[22]
- 1999: Driver's Eyes (Ian McDonald) – faixa 11, "Let There Be Light"[23]
- 2003: Concert for George (apresentação em homenagem a George Harrison)[24]
- 2005: Aerial (Kate Bush) – órgão, vocal[25]